# Varmazan Somaq
Varmazan Somaq (en persan : ورمزان سماق romanisé en Varmazān Somāq et également connu sous les noms de Somāq, Sumāq, et Varmazān) est un village de la province de Kermanshah en Iran. Lors du recensement de 2006, sa population était de 680 habitants répartis dans 167 familles.